# Красная зараза (стихотворение)
Красная зараза (пол. Czerwona zaraza) — последнее стихотворение польского поэта Юзефа Щепаньского, написанное им 29 августа 1944 года во время Варшавского восстания как реакция на действия Красной Армии, которая находилась на правом берегу Вислы и, как считал автор, не оказывала помощи повстанцам. Произведение было написано за несколько дней до смерти поэта.
До 1956 года в связи с антисоветским контекстом стихотворение было запрещено коммунистическими властями. При обнаружении этого стихотворения следовало уголовное наказание в виде лишения свободы. В последующее время стихотворение использовалось антикоммунистической оппозицией как один из элементов политической борьбы.
Стихотворение вдохновило польского режиссёра Анджея Вайду на создание фильма «Канал».
Выдержки из стихотворения использовали польская рок-группа Lao Che в песне «Czerniaków» в альбоме «Powstanie Warszawskie» и норвежская рок-группа De Press в альбоме «Myśmy rebelianci. Piosenki żołnierzy wyklętych».
В настоящее время фразеологизм «Czerwona zaraza», сохранив свой первоначальный антисоветский и антикоммунистический контекст, используется в польском обществе по отношению как к коммунистическому прошлому так и к советским символам.

## Текст
В русском переводе существует в различных версиях

«Мы ждём тебя, красная зараза,

чтобы спасла нас от чёрной смерти,

чтоб четвертованный край наш встретил

освобождение твоё, как проказу.

Мы ждём тебя, сброд великой державы,

в скотство введённый властей батогами,

ждём, что потопчешь ты нас сапогами,

зальёшь пропагандой своею лукавой.

Мы ждём тебя, лиходей вековечный,

собратьев наших убийца кровавый,

не жаждем мести, расплаты, расправы,

а с хлебом и солью выйдем навстречу,

Чтобы ты знал, ненавистный спасатель,

какой тебе смерти в награду желаем,

как в кулаке свою ярость сжимаем,

прося твоей помощи, хитрый каратель.

Чтобы ты знал, дедов-прадедов кат,

тюрем сибирских страж пресловутый,

как проклинает твою доброту тут

весь люд славянский, мнимый твой брат.

Чтобы ты знал, как нам страшно и больно,

детям Отчизны Свободной, Святой и Великой,

вновь оказаться в оковах любви твоей дикой,

той, что смердит нам столетней неволей.

Непобедимые красные полчища встали

у стен озарённой пожаром Варшавы,

тешится стая могильщиков болью кровавой

горстки безумцев, гибнущих в грудах развалин.

Месяц прошёл от начала Восстания,

громом орудий ты радуешь нас временами,

знаешь — как страшно себе не найти оправдания,

совесть загложет, что вновь посмеялся над нами.

Мы ждём тебя — не ради повстанцев спасения,

а ради раненых — тысячи их в муках мрут,

много детей тут, кормящие матери тут,

а по подвалам гуляет уже эпидемия.

Мы ждём тебя — но войска твои всё не спешат,

ты нас боишься — мы знаем о том, безусловно,

хочешь, чтоб пали мы здесь, как один, поголовно,

ждёшь под Варшавой, когда нас тут всех порешат.

Больше не просим — тебе самому выбирать:

если поможешь — многих от смерти избавишь,

ждать будешь — всех на погибель оставишь.

Смерть не страшна нам, умеем уже умирать.

Но, знай, победитель — из нашего общего гроба

новая сильная Польша родится когда-то —

та, по которой ходить не придётся солдатам

и повелителям дикого красного сброда».
Оригинальный текст (пол.)

"Czekamy ciebie, czerwona zarazo,

byś wybawiła nas od czarnej śmierci,

byś nam Kraj przedtem rozdarłwszy na ćwierci,

była zbawieniem witanym z odrazą.

Czekamy ciebie, ty potęgo tłumu

zbydlęciałego pod twych rządów knutem

czekamy ciebie, byś nas zgniotła butem

swego zalewu i haseł poszumu.

Czekamy ciebie, ty odwieczny wrogu,

morderco krwawy tłumu naszych braci,

czekamy ciebie, nie żeby zapłacić,

lecz chlebem witać na rodzinnym progu.

Żebyś ty wiedział nienawistny zbawco,

jakiej ci śmierci życzymy w podzięce

i jak bezsilnie zaciskamy ręce

pomocy prosząc, podstępny oprawco.

Żebyś ty wiedział dziadów naszych kacie,

sybirskich więzień ponura legendo,

jak twoją dobroć wszyscy kląć tu będą,

wszyscy Słowianie, wszyscy twoi bracia

Żebyś ty wiedział, jak to strasznie boli 

nas, dzieci Wielkiej, Niepodległej, Świętej

skuwać w kajdany łaski twej przeklętej,

cuchnącej jarzmem wiekowej niewoli.

Legła twa armia zwycięska, czerwona

u stóp łun jasnych płonącej Warszawy

i scierwią duszę syci bólem krwawym

garstki szaleńców, co na gruzach kona.

Miesiąc już mija od Powstania chwili,

łudzisz nas dział swoich łomotem,

wiedząc, jak znowu będzie strasznie potem

powiedzieć sobie, że z nas znów zakpili.

Czekamy ciebie, nie dla nas, żołnierzy,

dla naszych rannych - mamy ich tysiące,

i dzieci są tu i matki karmiące,

i po piwnicach zaraza się szerzy.

Czekamy ciebie - ty zwlekasz i zwlekasz,

ty się nas boisz, i my wiemy o tym.

Chcesz, byśmy legli tu wszyscy pokotem,

naszej zagłady pod Warszawą czekasz.

Nic nam nie robisz - masz prawo wybierać,

możesz nam pomóc, możesz nas wybawić

lub czekać dalej i śmierci zostawić...

śmierć nie jest straszna, umiemy umierać.

Ale wiedz o tym, że z naszej mogiły

 Nowa się Polska - zwycięska narodzi.

 
I po tej ziemi ty nie będziesz chodzić

czerwony władco rozbestwionej siły".

## Примечание
1. ↑  Czerwona Zaraza, Rzeczpospolita. 04.09.2004. Дата обращения: 5 мая 2014. Архивировано из оригинала 12 ноября 2004 года.
2. ↑  Kanal. Дата обращения: 5 мая 2014. Архивировано 5 июля 2020 года.
3. ↑  «Czerwona zaraza». Pomnik katów i oprawców — do skansenu! (недоступная ссылка)
4. ↑  Автор перевода — Искандер Ульмас. Дата обращения: 30 сентября 2017. Архивировано 24 января 2020 года.